# LG Optimus

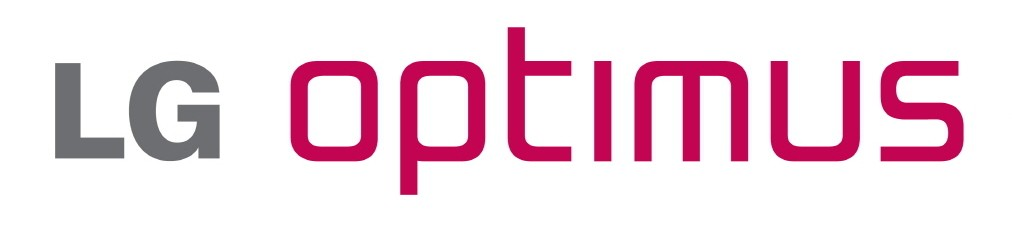
Nuovo logo

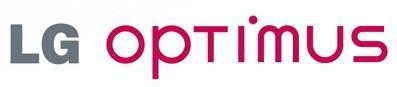
Vecchio logo

LG Optimus è una famiglia di smartphone e tablet di tipo touch-screen prodotti da LG Electronics, Inc. messi in commercio a partire dall'anno 2010 con sistemi operativi Android di Google e Windows Phone di Microsoft.

## Elenco
La seguente tabella visualizza il nome dato da LG per ogni dispositivo, il relativo numero di codice interno, il sistema operativo inserito all'interno del dispositivo e la tipologia.
| Nome                      | Codice                   | Sistema operativo | Tipologia  |
| ------------------------- | ------------------------ | ----------------- | ---------- |
| Optimus 2                 | AS680                    | Android           | Smartphone |
| Optimus 3D                | P920                     | Android           | Smartphone |
| Optimus 3D MAX            | P720                     | Android           | Smartphone |
| Optimus Q                 | LU2300                   | Android           | Smartphone |
| Optimus Black             | P970                     | Android           | Smartphone |
| Optimus Chat              | C550                     | Android           | Smartphone |
| Optimus Chic              | E720                     | Android           | Smartphone |
| Optimus Dual / 2X         | P990                     | Android           | Smartphone |
| Optimus GT                | GT540                    | Android           | Smartphone |
| Optimus Life              | P350                     | Android           | Smartphone |
| Optimus One               | P500                     | Android           | Smartphone |
| Optimus Sol               | E730                     | Android           | Smartphone |
| Optimus Net               | P690                     | Android           | Smartphone |
| Optimus Hub               | E510                     | Android           | Smartphone |
| Optimus L2                | E405                     | Android           | Smartphone |
| Optimus L3                | E400                     | Android           | Smartphone |
| Optimus L5/ L5 DUAL       | E610/ E615               | Android           | Smartphone |
| Optimus L7                | P700                     | Android           | Smartphone |
| Optimus L9                | P760                     | Android           | Smartphone |
| Optimus L1 II/ L1 II DUAL | E410/E410i               | Android           | Smartphone |
| Optimus L3 II/ L3 II DUAL | E430/E435                | Android           | Smartphone |
| Optimus L4 II/L4 II DUAL  | E440/E455                | Android           | Smartphone |
| Optimus L5 II/ L5 II DUAL | E460/E455                | Android           | Smartphone |
| Optimus L7 II/L7 II DUAL  | P710/P715                | Android           | Smartphone |
| Optimus L9 II             | D600                     | Android           | Smartphone |
| Optimus 4X HD             | P880                     | Android           | Smartphone |
| Optimus Vu                | P895                     | Android           | Smartphone |
| Optimus Vu II             | F200                     | Android           | Smartphone |
| Optimus F5                | P875                     | Android           | Smartphone |
| Optimus F7                | US780 (solo Stati Uniti) | Android           | Smartphone |
| Optimus G                 | E975                     | Android           | Smartphone |
| Optimus G Pro/ G Pro Lite | E986/-                   | Android           | Smartphone |
| Optimus 7                 | E900                     | Windows Phone     | Smartphone |
| Optimus Pad               | V900                     | Android           | Tablet     |
| Optimus Pad LTE           | -                        | Android           | Tablet     |
| G Pad                     | V500/V507L               | Android           | Tablet     |